# Stygobromus kazakhstanica
Stygobromus kazakhstanica är en kräftdjursart som beskrevs av Kulkina 1992. Stygobromus kazakhstanica ingår i släktet Stygobromus och familjen Crangonyctidae. Inga underarter finns listade i Catalogue of Life.